# Friedrich Reinhold Schoultz von Ascheraden

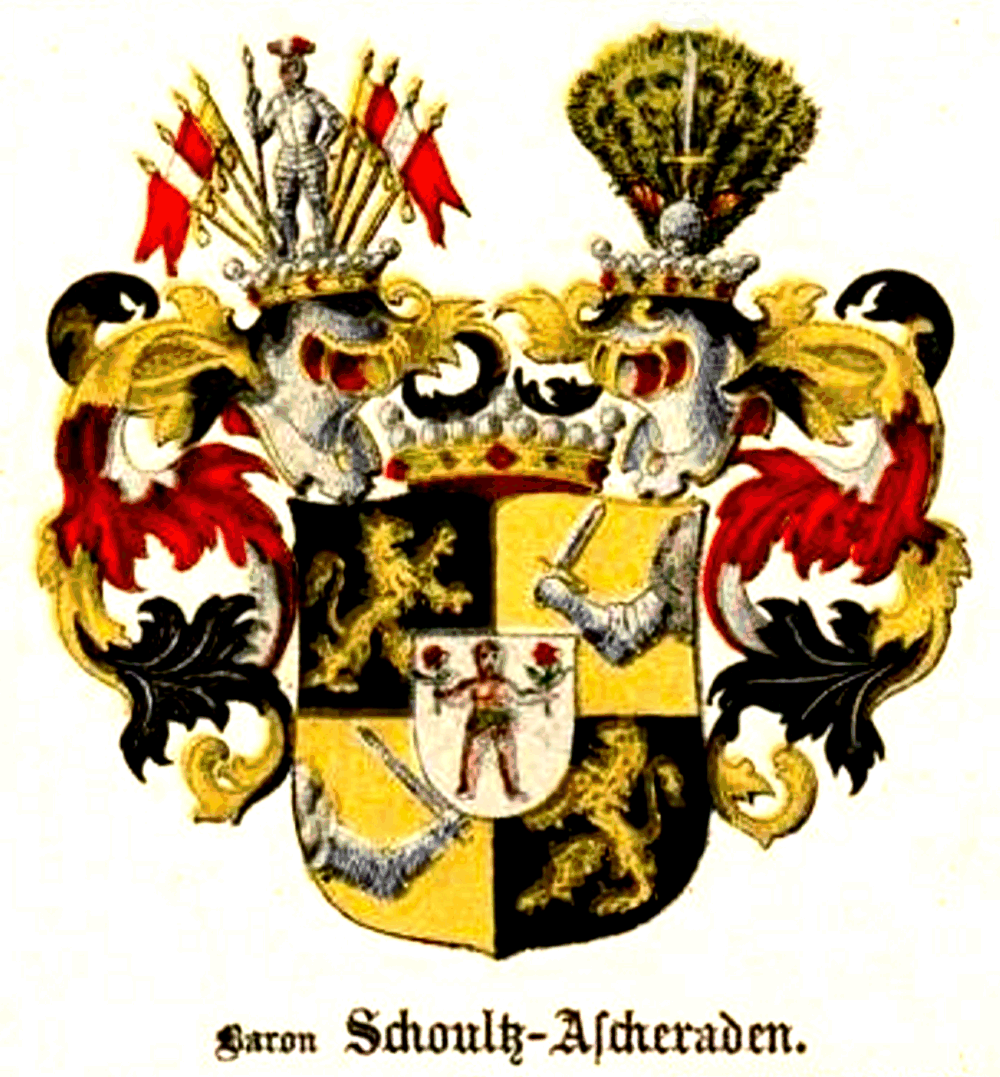
Familienwappen der Freiherren Schoultz von Ascheraden

Friedrich Reinhold Schoultz von Ascheraden (* 3. November 1766; † 21. September 1833 auf Römershof), Herr auf Römershof und Salubben, war ein schwedisch-baltischer Freiherr, Landespolitiker und Landmarschall in Livland.

## Leben
In der kaiserlich-russischen Armee diente er bis zum Dienstgrad Major und nahm dann seinen Abschied. Von 1812 bis 1818 war er livländischer Landmarschall für die Livländische Ritterschaft. Ab 1818 war er als Landrat tätig und gleichzeitig Distriktdirektor der livländischen adeligen Güterkreditsozietät. Er übernahm 1819 das elterliche Landgut Römershof.

## Familie
Friedrich Reinhold stammte aus dem estländischen Stammhaus des schwedisch-baltischen Adelsgeschlechts Schoultz von Ascheraden. Sein Urgroßvater war der General und Gouverneur von Wismar Martin Schoultz von Ascheraden (1617–1682). Sein Vater war der Freiherr Helmich Friedrich Schoultz von Ascheraden (1721–1794), Herr auf Ascheraden und Römershof, der mit Charlotte Dorothea von Berg (1726–1796) verheiratet war. Friedrich war der Zweitjüngste von insgesamt fünf Brüdern und einer Schwester und war seit 1794 mit Amalie Berens von Rautenfeld (1772–1835) verheiratet, ihr erster Sohn starb bereits nach einem Jahr, ihr zweiter Sohn war Eduard Friedrich Schoultz von Ascheraden (1798–1853) der als Oberst in russischen Diensten stand. 1832 heiratete er Alexandra von Muchin (1810–1876), ihre Tochter war Catharina Schoultz von Ascheraden, die als Hofdame am Zarenhof diente, sie verkaufte 1874 die Güter Römershof und Salubben an August von Sivers.